# Inés Álvarez Fernández
Inés Álvarez Fernández (1969) es una botánica española y científica titular en el "Real Jardín Botánico" de Madrid en el "Departamento de Biodiversidad y Conservación".

## Publicaciones
- Bibliografía Botánica Ibérica, 1992-1993. Spermatophyta. Botanica Complutensis 19: 231-261

- Comentarios sobre la flora rupestre del Moncayo (1994) ISSN 0214-4565

- Fragmenta chorologica occidentalia, 5527-5542 Anales Jardín Botánico de Madrid 53: 13-14.(1995) ISSN 0211-1322[4]

- Notas Pteridológicas del Padrón de Bienservida (Albacete, España). Acta Botanica Malacitana 20: 291-292. ISSN 0210-9506 (1995)

- Asientos para un atlas corológico de la flora occidental, 23. Adiciones al mapa 424. Flueggea tinctoria (L. in Loefl.) Webster. Fontqueria 42: 442-444. (1995)

- Bibliografía Botánica Ibérica, 1994. Spermatophyta. Botanica Complutensis 20: 219-244.

- Cartografía Corológica Ibérica. Aportaciones 86-87. Botanica Complutensis 20: 170-176. (1995)

- On the lectotypification of Doronicum carpetanum (Compositae). Taxon 46: 763. (1997)

- Lectotypification of 16 species names in Doronicum (Asteraceae, Senecioneae). Taxon 48: 801-806. (1999)

- A new species of Doronicum (Asteraceae, Senecioneae) from central China. Annales Botanici Fennici 37: 249-253. (2000)

- A phylogenetic analysis of Doronicum (Asteraceae, Senecioneae) based on morphological, ribosomal (ITS) and chloroplastic (trnL-F) evidence. Molecular Phylogenetics and Evolution 20: 41- 64. (2001)

- Four new combinations in Eurasian Doronicum L. (Asteraceae, Senecioneae). Novon 11: 294-295. (2001)

- A multivariate approach to assess the taxonomic utility of morphometric characters in Doronicum L. (Asteraceae, Senecioneae). Folia Geobotanica 36 : 423-444. (2001)

- Ribosomal ITS sequences and plant phylogenetic inference. Molecular Phylogenetics and Evolution 29: 417-434. (2003)

- Systematics of the Eurasian and North-African genus Doronicum (Asteraceae, Senecioneae). Annals of the Missouri Botanical Garden 90: 319-389. (2003)

- Phylogeny of the New World diploid cottons (Gossypium L., Malvaceae) based on sequences of three low-copy nuclear genes. Plant Systematics and Evolution 252: 199-214. (2005)

- Cryptic interspecific introgression and genetic differentiation within Gossypium aridum (Malvaceae) and its relatives. Evolution 60: 505-517 (2006)

- La abreviatura «I.A.Fernández» se emplea para indicar a Inés Álvarez Fernández como autoridad en la descripción y clasificación científica de los vegetales.[5]